# Utby kyrka, Skara stift
Utby kyrka är en kyrkobyggnad som sedan 2009 tillhör Ullervads församling (tidigare Utby församling) i Skara stift. Den ligger i kyrkbyn Utby i Mariestads kommun.

## Kyrkobyggnaden
Kyrkan uppfördes 1871-1872 efter ritningar av arkitekt Axel Fredrik Nyström och ersatte en äldre, medeltida kyrka. Byggnadskostnaden var 13 000 kr. Byggnaden är i gotisk stil med ett långhus, en femsidig absid i öster och ett smalare torn i väster. Sakristian är inrymd i den femsidiga absiden bakom koret. 1964 byttes taktäckningen på torn och lanternin ut från spån till kopparplåt.

## Inventarier
- Ett triumfkrucifix från senmedeltiden har bevarades från den gamla kyrkan.
- Dopfunten är troligen tillverkad 1927.
- Orgeln är byggd 1880 av Johannes Magnusson i Göteborg.